# 류큐국의 대외 관계
류큐국의 대외 관계는 조선, 명, 일본과 교류하면서 구성되었다. 1609년에 사쓰마번이 류큐 침공을 감행하여, 류큐왕국을 사쓰마 번의 영향 아래에 두고, 에도 막부에 조공을 바치게 하였으며, 상당히 오랜 기간 동안, 류큐는 조선과 특수한 무역 관계를 맺어왔었다. 이외에도, 류큐는 시암, 빠따니 왕국, 순다 왕국, 스리비자야, 대월, 톤도 왕국 등지와 같은 주변 국가들과, 아울러 더 나아가 현재의 파키스탄 지역의 무굴 제국, 터키 지역의 오스만 제국과도 왕래하며 무역을 해나갔다.

## 같이 보기
- 오키나와현의 역사